# 防人歌
防人歌（さきもりのうた）とは、大化の改新の後、九州沿岸の守りについた防人が詠んだ歌である。

## 詠まれた状況
防人は厳しい任務であり、遠い東国から九州までを自力で移動せねばならず、さらにその任務期間中の兵は食糧も武器も各自で調達しなければならない上に、税の免除も行われなかったので極限の状態であった。その様な状況で作られた歌が防人歌である。

## 万葉集
万葉集には防人歌が収録されている。巻13、14にも含まれているが、巻20には最も多く含まれている。巻20に採録される防人歌は、天平勝宝7歳に大伴家持が収集して撰集し、手を加えた上で掲載されたものである。防人歌が集められた背景として、上代文学者の多田一臣は、防人の制度が揺らぎ始めた奈良時代中頃に、防人に関する情報収集の一環として国家的政策として行われた可能性があると指摘している。
- 《沖つ鳥鴨といふ船の還り来ば也良の崎守早く告げこそ》筑前国守山上憶良が防人を憐れんだ歌であり、具体的な也良という地名を詠み込んでいる。

### 例
- 国国の　防人つどひ　船乗りて　別るを見れば　いともすべ無し
  - (現在語訳) 全国から集まった防人が（任務のため）船に乗って別れることを見れば、なんともなす術もない。

- わが妻は　いたく恋ひらし　飲む水に　影さへ見えて　世に忘られず
  - (現代語訳)　私の妻はとても恋しがっているようだ。飲もうとする水に影までもみえていて、決して忘れられない。

- 唐衣　裾に取りつき　泣く子らを　置きてそ来ぬや　母なしにして
  - (現代語訳)　唐衣にすがって泣きつく子どもたちを(防人に出るため)置いてきてしまったなあ、母もいないのに。

- 父母が　頭掻き撫で　幸くあれて　言いし言葉ぜ　忘れかねつる
  - (現代語訳)　父と母が、無事でいなさいねと言って頭をなでてくれたことが忘れられないのだ。[1]
- 天地の　いずれの神を　祈らばか　うつくし母に　また言問はむ
  - (現在語訳) 愛おしい母と再び会って話すためには、どの天や地の神に祈ればよいのだろうか。

- ちはやぶる　神の御坂に　幣奉り　斎ふいのちは　母父がため　
  - (現在語訳）荒々しい御坂の神に幣をお供えし、我が命の加護を祈願するのは母と父のためである。

- 今日よりは　顧みなくて　大君の　醜の御楯と　出で立つ吾は
  - (現代語訳) 今日からは身を顧みることなく、大君（天皇）の強い御楯となって我は出で立つのである。

### 内容のパーセンテージ
- 妻・恋人を思う - 40.2パーセント
- 母を思う - 24.1パーセント
- 父を思う - 13.7パーセント
- 望郷 - 6.8パーセント
- 悲哀 - 3.4パーセント
- 忠君 - 3.4パーセント
- 体制批判 - 3.4パーセント
- 子を思う - 2.2パーセント
- その他 - 2.8パーセント[2]

## 受容
昭和17年（1942年）に日本文学報国会が選定した『愛国百人一首』には、『万葉集』から23首が選ばれている。そのうちの6首が防人歌で、いずれも「皇室への忠誠心」や「家族への敬慕」を詠んだものである。